# Jodie Turner-Smith
Jodie Turner-Smith (Peterborough, 7 de septiembre de 1986) es una actriz y modelo británica, reconocida por sus papeles en las series de televisión The Last Ship (2017) y Nightflyers (2018), y en las películas Queen & Slim (2019) y Sin remordimientos (2021).

## Vida personal
Turner-Smith comenzó una relación con el actor Joshua Jackson en octubre de 2018. Se casaron en diciembre de 2019 y su primera hija Juno Rose Diana Jackson nació en abril de 2020. En octubre de 2023 se confirmó su divorcio.

## Filmografía

### Cine
| Año  | Título             | Papel                | Notas            |
| ---- | ------------------ | -------------------- | ---------------- |
| 2016 | The Neon Demon     | Asistente de Roberta | Como Jodie Smith |
| 2017 | Lemon              | Beverly              | Como Jodie Smith |
| 2017 | Newness            |                      |                  |
| 2019 | Queen & Slim       | Queen                |                  |
| 2021 | Sin remordimientos | Karen Greer          |                  |
| 2022 | After Yang         | Kyra                 |                  |
| 2023 | Murder Mystery 2   | Sekou                |                  |
| 2025 | Tron: Ares         | Atenea               |                  |

### Televisión
| Año       | Título        | Papel               | Notas        |
| --------- | ------------- | ------------------- | ------------ |
| 2013      | True Blood    | Siren #2            | 4 episodios  |
| 2015-2016 | Mad Dogs      | Angel               | 2 episodios  |
| 2016      | Ice           | Lady Rah's masseuse | 1 episodio   |
| 2017-2018 | The Last Ship | Sgt. Azima Kandie   | 20 episodios |
| 2018      | Nightflyers   | Melantha Jhirl      | 10 episodios |
| 2019      | Jett          | Josie               | 9 episodios  |
| 2021      | Anne Boleyn   | Ana Bolena          | 3 episodios  |
| 2023      | The Acolyte   |                     | ¿? episodios |
| 2023      | Sex Education | Dios                |              |
| 2024      | Bad Monkey    | Dragon Queen/Gracie | 10 episodios |

### Vídeoclips
| Año  | Canción                    | Artista                    | Ref.   |
| ---- | -------------------------- | -------------------------- | ------ |
| 2009 | "Walkin' on the Moon"      | The-Dream feat. Kanye West | [ 7 ]  |
| 2013 | "Cool Song No. 2"          | MGMT                       | [ 8 ]  |
| 2013 | "Für Hildegard von Bingen" | Devendra Banhart           | [ 9 ]  |
| 2014 | "Dear Diamond"             | Blaqstarr feat. Common     | [ 10 ] |
| 2016 | "Pillowtalk"               | Zayn Malik                 | [ 11 ] |
| 2016 | "Make Me (Cry)"            | Noah Cyrus feat. Labrinth  | [ 12 ] |